# Bundesliga 2017-18 (Austria)
La temporada 2017-18 fue la 106a edición de la Bundesliga de Austria, la máxima categoría del fútbol profesional en Austria. El campeonato comenzó el 22 de julio de 2017 y finalizó el 27 de mayo de 2018. El Red Bull Salzburg se coronó campeón por quinta edición consecutiva.

## Formato de competencia
Los diez clubes se enfrentan todos contra todos en cuatro ocasiones (dos en campo propio y otras dos en campo contrario).
Se juega bajo el reglamento FIFA con un sistema de puntuación de 3 puntos por victoria, 1 por empate y ninguno en caso de derrota.
Al término de la fecha 36 el primer clasificado se coronó campeón y obtuvo un cupo para la Tercera ronda de la Liga de Campeones 2018-19; mientras que el segundo clasificado obtuvo un cupo para la Segura ronda, el tercer y cuarto clasificado obtuvieron un cupo para la segunda ronda de la Liga Europa 2018-19, por otro lado el último clasificado descendió a la Primera Liga de Austria 2018-19.
Un tercer cupo para la tercera ronda de la Liga Europa 2018-19 fue asignado al campeón de la Copa de Austria.

## Ascensos y descensos
El Ried descendido la pasada temporada es reemplazado para este campeonato por el campeón de la Primera Liga Austriaca el LASK, que regresa a la máxima categoría seis años después de su descenso.
| Pos. | Descendido de la Bundesliga (Austria) 2016-17 |
| ---- | --------------------------------------------- |
| 10.º | Ried                                          |

| Pos. | Ascendido de la Primera Liga 2016-17 |
| ---- | ------------------------------------ |
| 1.º  | LASK                                 |

## Equipos participantes
| Club               | Ciudad       | Estadio              | Capacidad |
| ------------------ | ------------ | -------------------- | --------- |
| Admira             | Mödling      | BSFZ-Arena           | 10,800    |
| Austria Viena      | Viena        | Ernst-Happel-Stadion | 50,000    |
| LASK Linz          | Linz         | Waldstadion Pasching | 7,870     |
| Rapid Viena        | Viena        | Allianz Stadion      | 28,000    |
| Red Bull Salzburgo | Salzburgo    | Red Bull Arena       | 30,188    |
| Rheindorf Altach   | Altach       | Stadion Schnabelholz | 8,500     |
| St. Pölten         | Sankt Pölten | NV Arena             | 8,000     |
| Sturm Graz         | Graz         | Merkur Arena         | 15,323    |
| Mattersburg        | Mattersburg  | Pappelstadion        | 17,100    |
| Wolfsberger        | Wolfsberg    | Lavanttal-Arena      | 7,300     |

### Entrenadores y patrocinadores
| Equipo         | Presidente            | Director Técnico    | Marca     | Patrocinador |
| -------------- | --------------------- | ------------------- | --------- | ------------ |
| Admira Wacker  | Philip Thonhauser     | Ernst Baumeister    | Nike      | Flyeralarm   |
| SCR Altach     | Johannes Engl         | Klaus Schmidt       | JAKO      | Cashpoint    |
| Austria Viena  | Wolfgang Katzian      | Thorsten Fink       | Nike      | Verbund      |
| LASK Linz      | Peter-Michael Reichel | Oliver Glasner      | Forza Ask | Zipfer       |
| Rapid Viena    | Michael Krammer       | Goran Djuricin      | Adidas    | Wien Energie |
| RB Salzburgo   | Rudolf Theierl        | Marco Rose          | Nike      | Red Bull     |
| St. Pölten     | Gottfried Tröstl      | Oliver Lederer      | Macron    | Hypo Noe     |
| Sturm Graz     | Christian Jauk        | Franco Foda         | Lotto     | Puntigamer   |
| SV Mattersburg | Martin Pucher         | Gerald Baumgartner  | Puma      | Bauwelt Koch |
| Wolfsberger AC | Dietmar Riegler       | Heimo Pfeifenberger | JAKO      | RZ Pellets   |

## Tabla de posiciones
| Pos. | Equipo                | Pts. | PJ | G  | E  | P  | GF | GC | Dif. | Clasificación o descenso 2018-19      |
| ---- | --------------------- | ---- | -- | -- | -- | -- | -- | -- | ---- | ------------------------------------- |
| 1    | Red Bull Salzburg (C) | 83   | 36 | 25 | 8  | 3  | 81 | 29 | +52  | Tercera ronda de la Liga de Campeones |
| 2    | Sturm Graz            | 70   | 36 | 22 | 4  | 10 | 68 | 45 | +23  | Segunda ronda de la Liga de Campeones |
| 3    | Rapid Viena           | 62   | 36 | 17 | 11 | 8  | 68 | 43 | +25  | Tercera ronda de la Liga Europa       |
| 4    | LASK                  | 57   | 36 | 17 | 6  | 13 | 49 | 41 | +8   | Segunda ronda de la Liga Europa       |
| 5    | Admira                | 51   | 36 | 15 | 6  | 15 | 59 | 66 | −7   | Segunda ronda de la Liga Europa       |
| 6    | Mattersburgo          | 46   | 36 | 12 | 10 | 14 | 50 | 56 | −6   |                                       |
| 7    | Austria Viena         | 43   | 36 | 12 | 7  | 17 | 51 | 55 | −4   |                                       |
| 8    | Rheindorf Altach      | 38   | 36 | 10 | 8  | 18 | 35 | 51 | −16  |                                       |
| 9    | Wolfsberger           | 33   | 36 | 8  | 9  | 19 | 31 | 57 | −26  |                                       |
| 10   | St. Pölten (O)        | 20   | 36 | 5  | 5  | 26 | 28 | 77 | −49  | Play-off de descenso                  |

Actualizado a los partidos jugados el 27 de mayo de 2018.
 Fuente: Soccerway
Criterios de clasificación: 1) Puntos; 2) diferencia de goles; 3) Goles anotadas; 4) Partidos ganados1)
Notas:
1. ↑  Tras ganar la Copa de Austria 2017-18 el Sturm Graz recibió un cupo para la tercera ronda de la Liga Europea 2017-17, pero al ya encontrarse clasificado a la misma, el cupo pasa a la liga.

## Resultados
| Local \ Visitante | ADM | AUS | LAS | MAT | RAP | RBS | RHE | STP | STU | WOL |
| ----------------- | --- | --- | --- | --- | --- | --- | --- | --- | --- | --- |
| Admira            | —   | 1–3 | 4–2 | 2–0 | 3–1 | 1–1 | 4–1 | 1–0 | 2–1 | 0–0 |
| Austria Viena     | 2–3 | —   | 2–0 | 1–3 | 0–1 | 1–1 | 2–0 | 5–1 | 2–3 | 2–2 |
| LASK              | 3–0 | 2–2 | —   | 2–2 | 1–2 | 1–3 | 0–0 | 2–0 | 2–1 | 2–0 |
| Mattersburgo      | 0–5 | 1–3 | 1–0 | —   | 0–1 | 1–2 | 1–0 | 1–1 | 2–3 | 1–0 |
| Rapid Viena       | 1–0 | 2–2 | 1–0 | 2–2 | —   | 2–3 | 1–2 | 1–0 | 1–2 | 4–2 |
| Red Bull Salzburg | 5–1 | 0–0 | 1–1 | 2–0 | 2–2 | —   | 2–0 | 5–1 | 5–0 | 2–1 |
| Rheindorf Altach  | 2–2 | 3–0 | 2–4 | 1–0 | 2–2 | 0–1 | —   | 3–0 | 1–2 | 3–2 |
| St. Pölten        | 1–1 | 1–0 | 0–1 | 0–0 | 1–4 | 1–3 | 1–2 | —   | 0–3 | 0–0 |
| Sturm Graz        | 6–1 | 3–0 | 1–0 | 3–2 | 0–0 | 1–0 | 0–0 | 3–2 | —   | 2–1 |
| Wolfsberger       | 2–0 | 1–2 | 0–0 | 2–2 | 0–0 | 0–2 | 1–0 | 2–1 | 0–2 | —   |

| Local \ Visitante | ADM | AUS | LAS | MAT | RAP | RBS | RHE | STP | STU | WOL |
| ----------------- | --- | --- | --- | --- | --- | --- | --- | --- | --- | --- |
| Admira            | —   | 2–1 | 0–1 | 1–1 | 2–1 | 2–6 | 3–1 | 0–2 | 2–4 | 4–2 |
| Austria Viena     | 0–0 | —   | 1–3 | 2–3 | 0–4 | 4–0 | 2–1 | 4–0 | 1–0 | 2–0 |
| LASK              | 2–1 | 1–0 | —   | 3–1 | 0–2 | 1–0 | 2–0 | 2–1 | 0–2 | 1–3 |
| Mattersburgo      | 3–2 | 2–1 | 2–1 | —   | 2–4 | 2–2 | 0–1 | 1–1 | 1–0 | 5–1 |
| Rapid Viena       | 4–1 | 1–1 | 2–0 | 2–2 | —   | 1–4 | 4–1 | 2–1 | 1–1 | 5–1 |
| Red Bull Salzburg | 2–1 | 5–0 | 0–0 | 1–0 | 1–0 | —   | 3–1 | 4–0 | 4–1 | 2–0 |
| Rheindorf Altach  | 1–2 | 1–0 | 0–2 | 1–1 | 0–0 | 0–1 | —   | 1–3 | 0–0 | 2–1 |
| St. Pölten        | 1–2 | 2–0 | 1–3 | 0–3 | 0–5 | 0–2 | 1–2 | —   | 1–5 | 0–1 |
| Sturm Graz        | 2–0 | 0–2 | 3–1 | 3–0 | 4–2 | 2–4 | 1–0 | 3–2 | —   | 0–1 |
| Wolfsberger       | 1–3 | 2–1 | 0–3 | 0–2 | 0–0 | 0–0 | 0–0 | 0–1 | 2–1 | —   |

## Playoffs de descenso
| 31 de mayo de 2018, 18:30 | Wiener Neustadt | 0:2 (0:1) | St. Pölten                      | Stadion Wiener Neustadt, Wiener Neustadt                  |                                                           |
|                           |                 |           | - 33' Kwang-ryong - 70' Bajrami | Asistencia: 3.200 espectadores Árbitro(s): Oliver Drachta | Asistencia: 3.200 espectadores Árbitro(s): Oliver Drachta |

| 3 de junio de 2018, 15:30 | St. Pölten | 1:1 (1:0) (Global 3:1) | Wiener Neustadt | NV Arena, St. Pölten                                      |                                                           |
|                           | Atanga 44' |                        | 75' Salihi      | Asistencia: 4.844 espectadores Árbitro(s): Harald Lechner | Asistencia: 4.844 espectadores Árbitro(s): Harald Lechner |

- El St. Pölten se mantiene en la máxima categoría por un resultado global de 3-1.

## Goleadores
- Actualizado al 28 de mayo de 2018
| Pos. | Jugador               | Club              | Goles |
| ---- | --------------------- | ----------------- | ----- |
| 1    | Moanes Dabour         | Red Bull Salzburg | 22    |
| 2    | Deni Alar             | Sturm Graz        | 20    |
| 3    | Smail Prevljak        | Mattersburg       | 16    |
| 4    | Christoph Knasmüllner | Admira            | 12    |
| 4    | Stefan Schwab         | Rapid Viena       | 12    |
| 6    | Fredrik Gulbrandsen   | Red Bull Salzburg | 11    |
| 7    | Giorgi Kvilitaia      | Rapid Viena       | 10    |
| 7    | Thomas Murg           | Rapid Viena       | 10    |
| 7    | Raphael Holzhauser    | Austria Viena     | 10    |
| 7    | Lukas Grozurek        | Admira Wacker     | 10    |